# Janusz Marud
Janusz Mateusz Marud (ur. 2 sierpnia 1966) – polski piłkarz.

## Kariera
Urodził się 2 sierpnia 1966
Do 1986 był zawodnikiem I-ligowej Stali Mielec (na pozycji napastnika i pomocnika), po czym w połowie tego roku został zawodnikiem Stali Sanok, która wówczas uzyskała awans do III ligi 1986/1987. Po spadku z tych rozgrywek występował w Stali w sezonie IV ligi (Klasa M przemysko-krośnieńska), strzelając 16 goli (drugi strzelec drużyny) przyczynił się do zajęcia pierwszego miejsca i wywalczenia ponownego awansu. Na początku 1992 przeszedł do Bartexu 91 Ustrzyki Dolne. W rundzie jesiennej III ligi edycji 1995/1996 ponownie grał w Stali Sanok. W rundzie jesiennej 1997/1998 grał w barwach Strażaka Niwiska. W drugiej części sezonu 1997/1998 przeszedł do klubu LKS Victoria Czermin. Po przerwie wznowił karierę i w sezonie 2001/2002 grał w MKP Stali Mielec.
Od 2006 do czerwca 2008 był członkiem zarządu piłkarskiej Stali Mielec. W tym czasie odpowiadał w klubie za marketing. Występował w meczach okazjonalnych w barwach zespołu Legend Stali Mielec.
W wyborach samorządowych w 2010 bez powodzenia kandydował do Rady Miasta w Mielcu, kandydując z listy Komitetu Wyborczego „Razem dla Ziemi Mieleckiej”.